# Glaive
Ash Blue Gutierrez (* 20. ledna 2005 Florida, Spojené státy americké), spíše známý jako Glaive (stylizované malým písmem), je americký zpěvák, písničkář, rapper a hudební producent. Poté, co při pandemii covidu-19 na SoundCloud vydal pár hyperpop skladeb, což mu přineslo hromadu sledovatelů, podepsal smlouvu s Interscope Records a roku 2020 vydal svoje debutové EP Cypress Grove. Jeho druhé EP, All Dogs Go To Heaven, a jeho kolaborační EP s Ericdoa, Then I'll Be Happy, byla vydána roku 2021. Deluxe verze All Dogs Go To Heaven, Old Dog a New Tricks byly vydány na začátku roku 2022.

## Život a kariéra
Ash Gutierrez se narodil 20. ledna 2005 ve státě Florida. Jeho otec se profesionálně věnoval pólu a jeho rodina žila devět let blízko Sarasoty před tím, než se přestěhovali to města Hendersonville ve státě Severní Karolína. Do roku 2021, Glaive chodil na střední školu. Předtím, než se vrhl na sólovou dráhu, byl v kapele.
Při začátku pandemie covidu-19, kdy chodil na střední školu (pomocí online výuky) začal ve svém pokoji nahrávat písně. První písně nahrál na SoundCloud pod pseudonymem Glaive. Jméno si dal podle inspirace zbraně ze hry Dark Souls III. Začal kolaborovat s jinými hyperpop umělci na SoundCloudu poté, co se s nimi seznámil pomocí Discord serverů a svého kamaráda a velkého hudebního producenta, Kurtainse. Velmi rychle se na SoundCloudu stal známým a Dan Awad, Glaivův manažer ho objevil díky písni „Sick“ v létě roku 2020. Později, se začal pomalu objevovat na „Hyperpop“ playlistu na Spotify a podepsal smlouvu s Interscope Records, pod kterými později vydal i dvě EP.